# ChanServ
ChanServ, in molte reti IRC, è un servizio che controlla le registrazioni nei canali e le informazioni di accesso.
Se il canale è stato registrato con ChanServ, il suo proprietario (e chi viene designato da lui) può usare ChanServ per ottenere il controllo nel canale, avendo i privilegi di operatore e founder del canale.
Per inviare un comando è sufficiente digitare /msg ChanServ nomecomando #nomecanale. In alcuni server è possibile abbreviare con /cs o /chanserv

## Come si utilizza
Le sintassi sono uguali a tutti gli altri servizi Anope

### Comandi principali
I comandi più comuni sono i seguenti:
- Registrazione di un Canale: REGISTER #nomedelcanale password breve descrizione del canale
- Dare lo status di operatore tramite ChanServ: OP #nomedelcanale nickname

### Altro
Per tutti gli altri comandi di ChanServ digitate /cs help o /msg ChanServ help.